# Bourke B. Hickenlooper
Bourke Blakemore Hickenlooper, född 21 juli 1896 i Taylor County, Iowa, död 4 september 1971 i Suffolk County, New York, var en amerikansk republikansk politiker. Han var guvernör i delstaten Iowa 1943–1945. Han representerade sedan Iowa i USA:s senat 1945–1969. Han var en konservativ isolationist.
Hickenlooper tjänstgjorde som officer i USA:s armé i Frankrike under första världskriget. Han avlade 1919 grundexamen vid Iowa State College (numera Iowa State University) i Ames. Han avlade sedan 1922 juristexamen vid State University of Iowa (numera University of Iowa) i Iowa City. Han inledde därefter sin karriär som advokat i Cedar Rapids.
Hickenlooper var viceguvernör i Iowa 1939–1943. Han efterträdde 1943 George A. Wilson som guvernör. Hickenlooper besegrade sittande senatorn Guy Gillette i senatsvalet 1944. Han omvaldes 1950, 1956 och 1962.
Hickenlooper var metodist och frimurare. Han var dessutom medlem av Shriners och Odd Fellows. Hans grav finns på begravningsplatsen Cedar Memorial Park i Cedar Rapids.